# Panchlora nigricornis
Panchlora nigricornis es una especie de cucaracha del género Panchlora, familia Blaberidae. Fue descrita científicamente por Walker en 1868.

## Distribución
Habita en Ecuador.